# 熊谷明泰
熊谷 明泰（くまたに あきやす）は、日本の言語学者。専門は社会言語学、朝鮮語学。関西大学名誉教授、元北東アジア学会理事。東崇学術賞受賞。

## 来歴・人物
大阪市生まれ。1967年桃山学院高等学校卒業。1975年大阪府立大学経済学部経済学科卒業。1977年大阪外国語大学外国語学部朝鮮語学科中退。1981年大阪外国語大学大学院外国語学研究科東アジア語学専攻修士課程修了。1983年高麗大学校国語国文学科大学院博士課程朝鮮語学専攻入学（文部省国費留学）。1989年一橋大学大学院社会学研究科社会言語学専攻博士課程単位取得満期退学、ソウル大学校大学院国語国文学科朝鮮語学専攻博士課程入学。指導教官田中克彦。
1984年大田実業専門大学観光日語科専任講師。同年韓国外国語大学日本語科専任講師。1987年同助教授。1991年同副教授。1993年県立新潟女子短期大学国際教養学科助教授。1997年同教授。1999年関西大学文学部教授。2000年関西大学外国語教育研究機構教授。2009年関西大学外国語学部外国語学科教授。2016年関西大学名誉教授、関西大学外国語学部特別任用教授。専門は社会言語学、朝鮮語学で、朝鮮総督府の言語政策など、日朝言語接触や言語政策の研究を行う。2011年韓国東崇学術財団東崇学術賞受賞。北東アジア学会理事。

## 著作

### 著書
- 『朝鮮語に対する日本語の言語干渉に関する日・中・韓比較研究』県立新潟女子短期大学 1995年
- 『朝鮮語に転移使用されたことのある日本語に関する語彙資料集』1997年
- 『植民地下朝鮮に於ける徴兵制実施計画に伴う「国語常用・国語全解」運動の展開様相』関西大学 2003年
- 『朝鮮総督府の「国語」政策資料』（編著）関西大学出版部 2004年
- 『パスポート朝鮮語小辞典 : 朝和+和朝』（責任編集）白水社 2005年
- 『アリラン : 初級韓国朝鮮語教材』朝日新聞出版 2011年、改訂版2015年
- 『朝鮮における戦時「国語常用」政策下の「毎日新報」』（編著）関西大学出版部 2015年

### 訳書
- 金容沃『女とは何か : 韓国知識人からのメッセージ』明石書店 1988年
- 馬光洙『楽しいサラ』全国朝日放送 1994年